# Sabana inundada del delta del Nilo
La sabana inundada del delta del Nilo es una ecorregión de la ecozona paleártica, definida por WWF, que se extiende por el delta y el valle inferior del Nilo, en Egipto.

## Descripción
Es una ecorregión de pradera inundada que ocupa 50.500 kilómetros cuadrados en el delta y el valle inferior del Nilo, desde la Presa Alta de Asuán hasta la desembocadura en el mar Mediterráneo, 1.100 kilómetros más al norte.

## Fauna
El delta del Nilo es un punto vital para las migraciones de millones de aves entre las ecozonas paleártica y afrotropical.

## Estado de conservación
En peligro crítico. La construcción de la presa de Asuán puso fin a las crecidas anuales del Nilo, y los pantanos de papiro (Cyperus papyrus) que cubrían las zonas húmedas han desaparecido prácticamente. Por su parte, el delta está sufriendo erosión y salinización.